# Eupithecia staurophragma
Eupithecia staurophragma,là một loài bướm đêm thuộc họ Geometridae. Nó là loài đặc hữu của Maui và Hawaii.